# Florence-Nightingale-Medaille

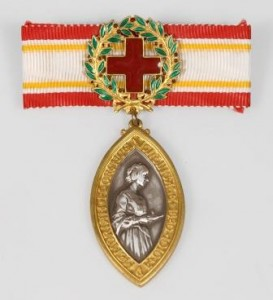
Florence-Nightingale-Medaille

Die Florence-Nightingale-Medaille ist eine im Jahr 1912 vom Internationalen Komitee vom Roten Kreuz gestiftete Medaille.
Sie wurde nach Florence Nightingale, einer Pionierin der Krankenpflege, benannt und gilt als die höchste Auszeichnung, die an ausgebildete Pflegekräfte oder freiwillige Pflegehilfskräfte verliehen werden kann. Die Medaille wird alle zwei Jahre verliehen. Bis 1991 wurde die Medaille ausschließlich an Frauen verliehen, nach einer Änderung der Statuten können auch Männer ausgezeichnet werden. Kriterien sind „außergewöhnlicher Mut und Hingabe an Verwundete, Kranke oder Behinderte oder zivile Opfer eines Konfliktes oder einer Katastrophe“ oder „vorbildliche Leistungen oder kreatives und bahnbrechendes Engagement im Bereich des Gesundheitswesens oder der Pflegeausbildung“. Bis zum Jahr 2009 wurde die Medaille insgesamt an 1337 Menschen verliehen.

## Geschichte
Bereits im Jahr 1907 wurde durch das Ungarische Rote Kreuz auf der VIII. Internationalen Rotkreuz-Konferenz in London die Verleihung einer Medaille für verdiente Krankenschwestern des Roten Kreuzes angeregt. Die IX. Internationale Rotkreuz-Konferenz in Washington verabschiedete im Jahr 1912 eine entsprechende Resolution zur Gründung eines Florence-Nightingale-Fonds. Nach diesen Statuten konnten nur 6 (in Zeiten von großen Kriegen maximal 12) Verleihungen vorgenommen werden. Im Juni 1914 wurden die Nationalen Rotkreuz-Gesellschaften aufgefordert, Vorschläge zur Verleihung einzureichen. Nach dem Beginn des Ersten Weltkriegs wurde die Verleihung jedoch bis 1920 ausgesetzt. Erste Medaillen wurden erst am 12. Mai 1920, dem 100. Geburtstag von Florence Nightingale, verliehen.
Durch eine Änderung der Verleihungsbedingungen im Jahr 1929 wurden die maximale Anzahl der Trägerinnen auf 18 (bzw. 36) erhöht. Seit 1934 konnten auch Kandidatinnen geehrt werden, die durch freiwillige Arbeit bei außergewöhnlichen Einsätzen in Kriegszeiten oder bei nationalen Katastrophen hervorgetreten sind. Verleihungen wurden während des Zweiten Weltkrieges erneut ausgesetzt. Im Jahr 1947 erhielten 71 Kandidatinnen eine Medaille; sie repräsentierten 19 Nationale Gesellschaften. Die Verleihungsbedingungen wurden in den Jahren 1952, 1981 und 1991 durch den Delegiertenrat der Rotkreuz-Bewegung überarbeitet. Bis zum Jahr 1970 wurden 618 Medaillen verliehen.

## Beschriftung
Die Medaille trägt auf der Vorderseite das Bild von Nightingale als „Dame mit der Lampe“. Die Umschrift lautet: Ad memoriam Florence Nightingale 1820–1910.
Die Rückseite trägt zusätzlich die Aufschrift Pro vera misericordia et cara humanitate perennis decor universalis (deutsch: „als immerwährende und allseitige Auszeichnung für wahre Nächstenliebe und edle Menschlichkeit“).

## Preisträgerinnen und Preisträger (Auswahl) und Jahr der Verleihung

### Deutsche Preisträgerinnen und Preisträger
(Quelle: )
- 1920 Agnes von Frankenburg und Proschlitz (1879–1975)
- 1920 Elsbeth von Keudell (1857–1953)
- 1920 Alexandrine Gräfin von Üxküll-Gyllenband (1873–1963)
- 1920 Anne-Marie Wenzel (1869–1962)
- 1920 Anni Rothe
- 1920 Dora Röthe
- 1923 Maria Douglas
- 1925 Anna von Zimmermann (1863–1944)
- 1927 Marie Viehauser (Schwester Silveria) (* 1884)
- 1929 Jenny Lutterloh
- 1929 Mathilde von Horn (1875–1943)
- 1931 Nanny Dyckerhoff
- 1931 Minna Weiss
- 1933 Pia Bauer (1871–1954)
- 1933 Juliane Husstedt (1876–1943)
- 1935 Elisabeth Tomitius (1868–1945)
- 1937 Erna Marie Auguste Anne Wittich (1879–1962)
- 1939 Gerda von Freyhold (1882–1963)
- 1951 Pia Goldschmidt
- 1953 Gabriele Fries
- 1953 Maria Lerchl
- 1953 Else Weecks (1897–1974)
- 1953 Beate Welschof
- 1955 Gerda Dreiser
- 1955 Sophie Kienzle (1875–1969)
- 1955 Marie Schickinger (1876–1962)
- 1957 Regine Köhler (1888–1970)
- 1957 Cläre Port (1889–1987)
- 1959 Luise Sophie von Knigge
- 1959 Luise von Oertzen (1897–1965)
- 1961 Marianna Petersen (1904–1988)
- 1961 Maliese von Bechtolsheim
- 1961 Benigna Niggl
- 1963 Emmy Dörfel (1908–2002)
- 1963 Berta Veeck
- 1963 Margarethe Gerhardt (1896–1971)
- 1963 Claudine Röhnisch (1897–1973)
- 1963 Ernestine Thren (1899–1981)
- 1965 Gertrud Baltzer (1900–1993)
- 1965 Irene von Scheel
- 1967 Anna Kellner (1905–1990)
- 1967 Antonie Stemmler (1892–1976)
- 1967 Henni Thiessen (1902–1969)
- 1967 Jula Müller
- 1969 Helmine Held (1916–2002)
- 1971 Marta Strasser
- 1973 Margarete Hildebrandt (1893–1985)
- 1973 Ilse von Troschke (1905–1999)
- 1973 Mathilde Verhall (1923–2012)
- 1975 Isa Gräfin von der Goltz
- 1975 Ilse Giese (1910–?)
- 1977 Hanna Stoltenhoff (1913–1993)
- 1977 Senta Herdam (1915–1982)
- 1981 Gertraude Ulbricht (1929–2018)
- 1983 Hella Frenzel
- 1985 Gisela Bohlken (1921–2004)
- 1985 Dora Müller
- 1987 Maria Elisabeth Seipolt
- 1989 Elly Schürmann (1923–)
- 1995 Edith Gehlert
- 2013 Sabine Schipplick (1947–)
- 2023 Susanne Serry
- 2025 Haitam Daniel Al-Hasan[9]

### Weitere Preisträgerinnen
- 1920 Marie Adamczyk (1879–1973)
- 1935 Léonie Chaptal (1873–1937)
- 1935 Bertha Wellin (1870–1951)
- 1947 Elsbeth Kasser (1910–1992)
- 1949 Sigríður Eiríksdóttir (1894–1986)
- 1951 Linda Kearns-MacWhinney (1888–1951)
- 1958 Sigrídur Bachmann (1901–1990)
- 1959 Signe Vest (1908–1980)
- 1963 Maria Hafner (1891–1969)
- 1965 Maria Schkarletowa[10]
- 1965 Sinaida Tusnolobowa-Martschenko (1920–1980)
- 1973 Matrjona Netscheportschukowa (1924–2017)
- 1973 Marija Schtscherbatschenko (1922–2016)
- 2003 Sheila Tlou
- 2009 Umleyla Aslanova
- 2015 Josephine Makieu (1959–)[11]
- 2021 Arəstə Baxışova (1989–2020)[12]